# ماريزا فاريا
ماريزا فاريا (بالإسبانية: Marizza Faría) مواليد 20 أغسطس 1983، هي لاعبة كرة يد باراغوايانية. مثلت منتخب باراغواي لكرة اليد للسيدات.

## سجل المنافسة
شاركت في البطولات التالية:
- بطولة العالم لكرة اليد للسيدات 2013

## روابط خارجية
- ماريزا فاريا على موقع الاتحاد الأوروبي لكرة اليد (الإنجليزية)